# Górecko Stare
Górecko Stare – wieś w Polsce położona w województwie lubelskim, w powiecie biłgorajskim, w gminie Józefów.
| SIMC    | Nazwa     | Rodzaj |
| ------- | --------- | ------ |
| 0890525 | Florianka | osada  |

W latach 1954–1959 wieś należała i była siedzibą władz gromady Górecko Stare, po jej zniesieniu w gromadzie Józefów. W latach 1975–1998 miejscowość administracyjnie należała do województwa zamojskiego.
Według Narodowego Spisu Powszechnego (III 2011 r.) liczyła 322 mieszkańców i była szóstą co do wielkości miejscowością gminy Józefów.
Wierni Kościoła rzymskokatolickiego należą do parafii św. Stanisława Biskupa Męczennika w Górecku Kościelnym.

## Położenie
Górecko Stare leży na pograniczu Roztocza i Kotliny Sandomierskiej. Miejscowość jest otoczona lasami Puszczy Solskiej. Wieś leży na północno-zachodnim krańcu gminy. Jest węzłem kilku dróg powiatowych: jedna biegnie w kierunku południowo-wschodnim z Panasówki przez Tereszpol do Majdanu Kasztelańskiego, dwie kolejne biegną na południe – jedna do siedziby gminy, miasta Józefów przez Brzeziny i Tarnowolę, a druga do Sigły przez Górecko Kościelne.

## Turystyka i oświata
Przez wieś przebiega centralny rowerowy szlak turystyczny Roztocza (z Kraśnika do granicy z Ukrainą) oraz szlak krawędziowy czerwony (ze Zwierzyńca do Suśca). Znajduje się tu jedno ze źródeł rzeki Szum. W Górecku Starym działa szkoła podstawowa im. por. Konrada Bartoszewskiego ps. „Wir” i schronisko PTSM.

## Historia
Wieś Górecko i wolniznę do niej Wolę Górecką założył w 1582 r. Andrzej Górka. W 1589 jak wskazuje zapis z rejestru poborowego był tu młyn, karczmę, browar, winnica, maziarnia, także niewielki zbiornik wodny. W roku 1593 wsie nabył Jan Zamoyski i włączył do Ordynacji Zamojskiej. W roku 1668 do Woli Góreckiej sprowadzono franciszkanów nastąpiła wówczas zmiana nazw wsi Górecko na Górecko Stare a Wola Górecka na Górecko Kościelne. W 1808 r. wzniesiono tutaj dwór, w połowie XIX w. leśniczówkę, a w 1910 szkołę. W 1921 w Górecku Starym było 166 domów i 920 mieszkańców. 24 czerwca 1943 r. hitlerowcy dokonali pacyfikacji wsi i zasiedlenia jej ludnością ukraińską, jednakże koloniści po kilku dniach opuścili miejscowość ze strachu przed licznymi tutaj polskimi oddziałami partyzanckimi (patrz: powstanie zamojskie). W 1944 Górecko Stare po raz kolejny było pacyfikowane za pomoc, jaką mieszkańcy okazywali partyzantom.